# جيمس باول كلارك
جيمس باول كلارك (بالإنجليزية: James Paul Clarke) هو محامي وسياسي أمريكي، ولد في 18 أغسطس 1854 في يازو سيتي في الولايات المتحدة، وتوفي في 1 أكتوبر 1916 في ليتل روك في الولايات المتحدة. نشط حزبياً في الحزب الديمقراطي.

## مناصب
- انتخب عضو مجلس نواب أركنساس.
- انتخب الرئيس المؤقت لمجلس الشيوخ الأمريكي (13 مارس 1913 – 1 أكتوبر 1916).
- انتخب عضو مجلس ولاية أركنساس.
- انتخب حاكم أركنساس [الإنجليزية]‏ (8 يناير 1895 – 12 يناير 1897).
- انتخب عضو مجلس الشيوخ الأمريكي.